# Bogenhauser Hof

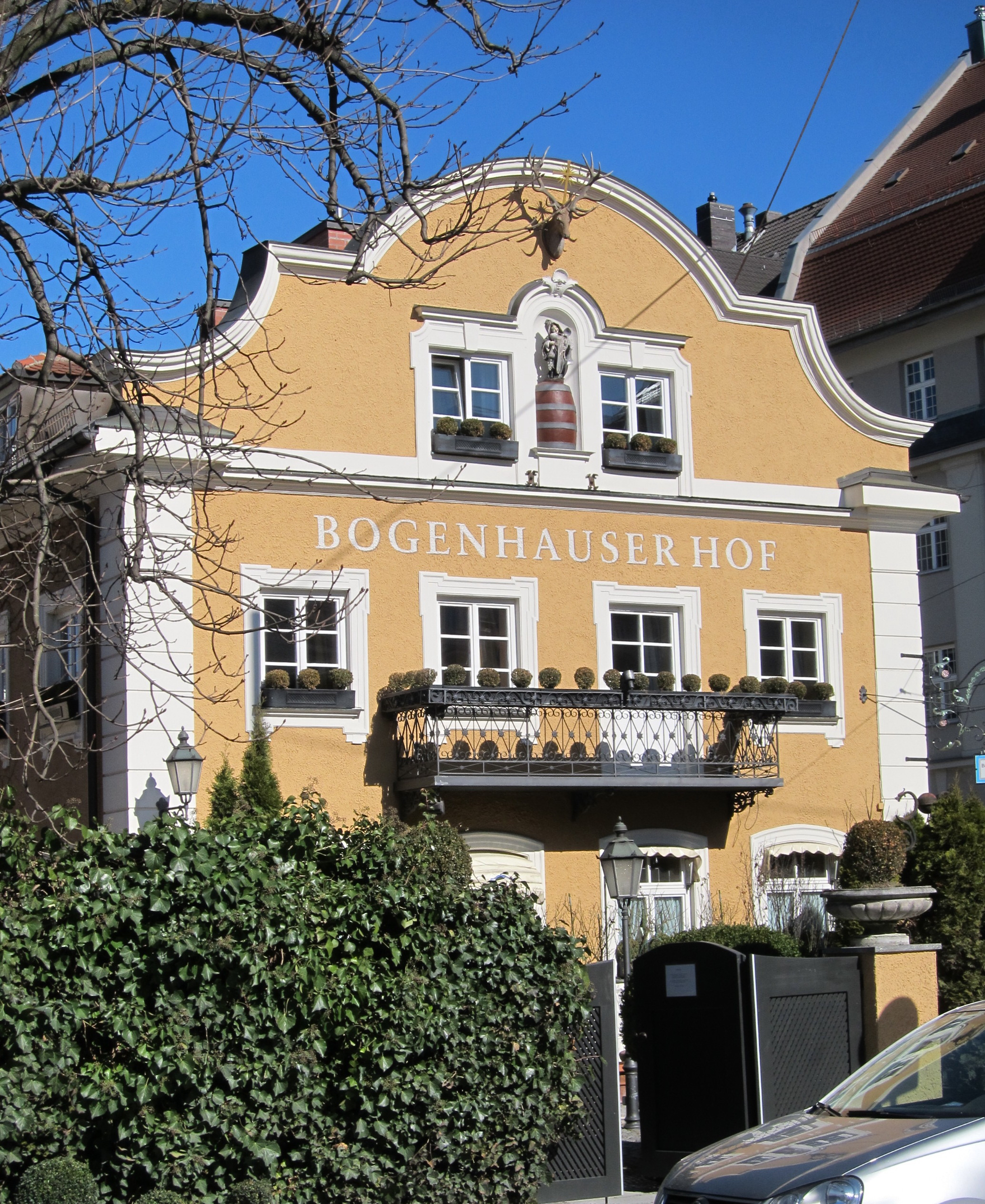
Gaststätte Bogenhauser Hof

Der Bogenhauser Hof ist ein traditionelles Restaurant in München-Bogenhausen. Das rund 200 Jahre alte Haus steht unter Denkmalschutz.

## Geschichte
Das freistehende Vorstadthaus wurde um 1825 gebaut und 1854 spätklassizistisch mit einem geschweiften Südgiebel gestaltet.
1854 wurde der Bogenhauser Hof als Tafernwirtschaft zugelassen; die Gastwirtschaft hatte das Schank-, Herbergs- und Gastrecht und durfte Hochzeiten, Taufen und andere Feiern ausrichten.
1950 erwarb die Pschorr-Brauerei (heute Schörghuber Unternehmensgruppe) das Anwesen. In den 1950er-Jahren wurde im Biergarten regelmäßig der Münchner Zamperlmarkt veranstaltet, bei dem Hunde vermittelt wurden. 1984, 2010 und 2021 wurde das Gebäude renoviert.

## Restaurant
Das Restaurant mit gehobener Küche ist rund zwei Kilometer vom bayerischen Landtag entfernt und wurde auch von Politprominenz besucht, so Franz Josef Strauß oder Edmund Stoiber.
Neben dem Gastraum wird im Sommer im Garten serviert. Ab 2014 wurde die Küche vom Guide Michelin mit einem Assiette ausgezeichnet. Ende 2021 wurde das Restaurant geschlossen, weil das Haus grundsaniert werden muss.
Im Mai 2023 wurde es mit neuem Pächter wiedereröffnet.